# Ваганова (Свердловская область)
Ваганова — деревня в Ирбитском муниципальном образовании Свердловской области. Входит в состав Харловского сельсовета.

## История
В «Списке населенных мест Российской империи» 1869 года Ваганова упомянута как деревня Ирбитского уезда Пермской губернии, при речке Кирге, расположенная в 32 верстах от уездного города Ирбит. В деревне насчитывалось 29 дворов и проживало 199 человек (91 мужчина и 108 женщин).

## География
Деревня находится в юго-восточной части области, на расстоянии 23 километров к юго-юго-востоку (SSE) от города Ирбит, преимущественно на правом берегу реки Кирга (правый приток реки Ница).
Абсолютная высота — 86 метров над уровнем моря.

## Население
| 2002 | 2010 | 2021 |
| ---- | ---- | ---- |
| 14   | ↘12  | ↘1   |

Согласно результатам переписи 2002 года, в национальной структуре населения русские составляли 86 % из 14 чел.

## Улицы
Уличная сеть деревни состоит из одной улицы (ул. Вагановская).